# Жумекен
Жумекен (каз. Жұмекен, до 199? г. — Енбекши) или Жумекен Нажимеденов — село в Курмангазинском районе Атырауской области Казахстана. Административный центр Енбекшинского сельского округа. Код КАТО — 234647100.

## Население
В 1999 году население села составляло 1292 человека (635 мужчин и 657 женщин). По данным переписи 2009 года, в селе проживало 1414 человек (701 мужчина и 713 женщин).